# Lellingeria vargasiana
Lellingeria vargasiana är en stensöteväxtart som beskrevs av A. Rojas. Lellingeria vargasiana ingår i släktet Lellingeria och familjen Polypodiaceae. Inga underarter finns listade.